# Ivan Trogirski
Ivan Trogirski (Rim, oko 1034. – Trogir, oko 1111.) bio je prelat Katoličke Crkve koji je služio kao biskup trogirski. Katolička Crkva štuje ga kao sveca.

## Životopis
Bio je benediktinac na Cresu, u samostanu sv. Petra u Osoru. Iz razloga što je došao iz Osora (pa se javlja u ispravama kao Auserinus ili Osorinus), javila se kriva tvrdnja da je sv. Ivan potjecao iz poznate rimske obitelji Orsini. Bio je u pratnji papinog poslanika koji je prolazio južnohrvatskim krajevima, među ostalim i Trogirom. Tada su Trogirani zamolili da im postavi Ivana za biskupa, jer je njihova biskupija bila ostala bez biskupa. Poslanik je uslišio njihove molbe, a posvećenje za biskupa je učinio Lovro, splitski nadbiskup, inače također redovnikom u osorskom benediktinskom samostanu sv. Petra.
Ivan je razvio živu pastoralnu djelatnost. Zastupao je hrvatsku orijentaciju dalmatinskih gradova. Iz tog razloga se Ivan Trogiranin i nadbiskup Lovro javljaju na ispravama hrvatskih kraljeva Petra Krešimira IV., Zvonimira i Stjepana II. Zaslugom sv. Ivana hrvatsko-ugarski kralj Koloman nije razorio Trogir 1105., jer ga je sv. Ivan uspio odvratiti od toga. Grob mu se nalazi u trogirskoj katedrali (Kapela Svetog Ivana Trogiranina). Blagdan sv. Ivana Trogirskog, zaštitnika grada Trogira, svečano se slavi 14. studenog.

## Vanjske poveznice
Ostali projekti
|  | Zajednički poslužitelj ima još gradiva o temi Ivan Trogirski |